# شارون آزبورن
شارون آزبورن مجری تلویزیونی، داور مسابقات استعدادیابی، نویسنده، مدیر موسیقی و تاجر انگلیسی است. او همسر خواننده-ترانه‌نویس هوی متال، آزی آزبورن است.

## کودکی

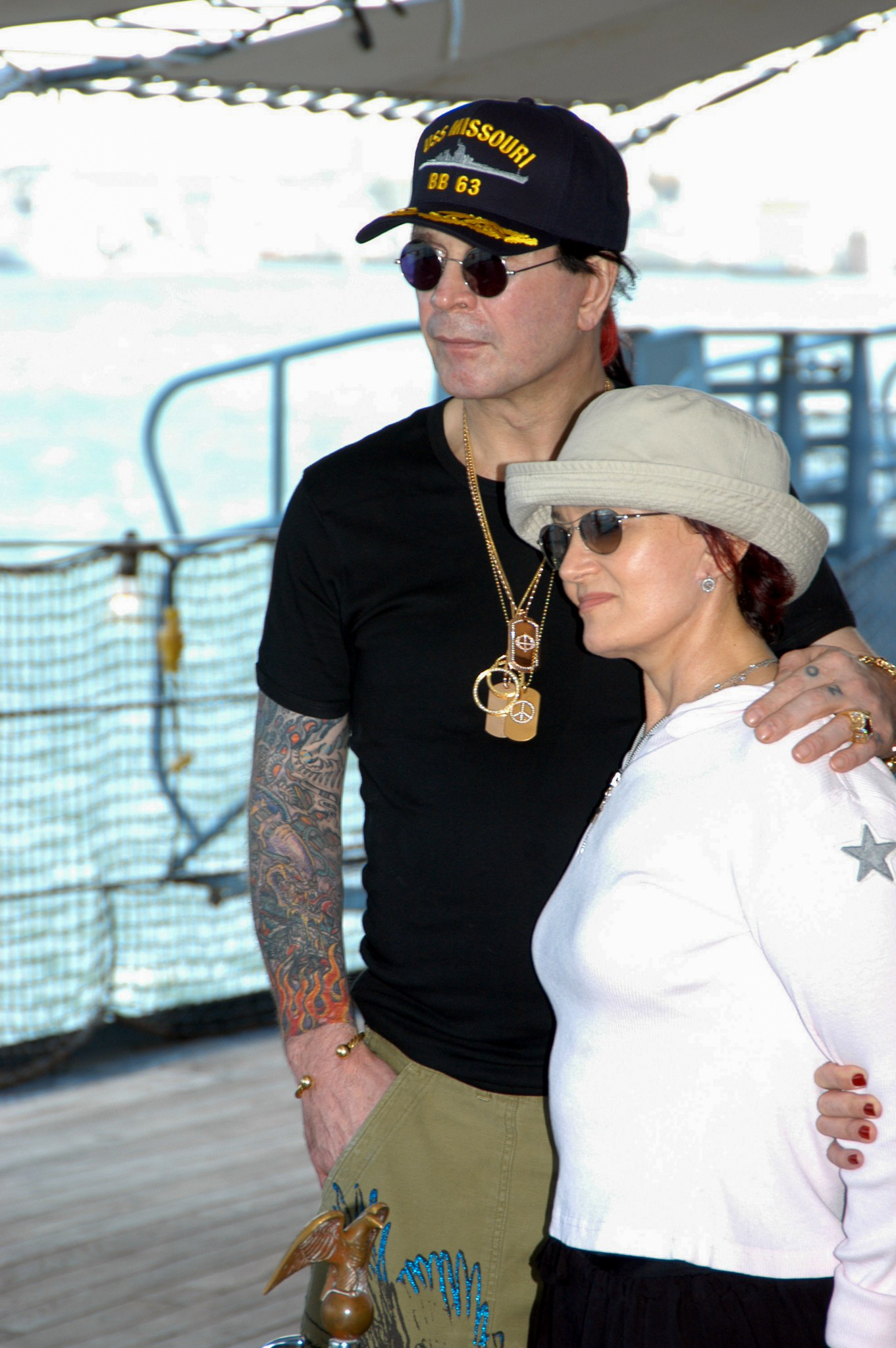
شارون و شوهرش در هاوایی2003/3/9.

شارون دختر ترویج دهنده موسیقی و مؤسس راک اند رول، دان اردن است. او برادری بنام دیوید (متولد ۱۹۵۱) و برادری ناتنی بنام ریچارد و خواهری ناتنی بنام دیکسی دارد که هر دو ۱۰ سال از خودش بزرگترند و از ازدواج قبلی مادرش هستند. پدرش یهودی و مادرش کاتولیکی ایرلندی بود. شارون همسر و مدیر خواننده، آزی آزبورن است و با هم سه فرزند دارند: ایمی، کلی و جک. بعد از مرگ دوستش، ریگان ارین مارکاتو، در ژوئیه ۲۰۰۲، شارون پسر ۱۸ ساله مارکاتو؛ روبرت را به فرزندی پذیرفت. اما ۵ سال بعد این فرزندخواندگی را قانوناً رد کرد و روبرت را پیش پدرش فرستاد. روبرت برای ۶ سال هم مدرسه‌ای کلی و ایمی بود.

## زندگی شخصی
در لیست افراد پولدار سال ۲۰۰۶، شارون ۴۴ امین زن پولدار برتانیا و ۶۰ امین زن پولدار در سال ۲۰۰۷ شد. روی هم رفته در سال ۲۰۰۶، شارون و آزی آزبورن ۵۵ امین افراد پولدار با ثروت کلی ۱۰۰ میلیون پوند شدند. در سال ۲۰۰۸، این دو ۷۴ امین افراد پوبدار بریتانیا با ثروت تقریبی ۱۱۰ میلیون پوند شدند.
در ۹ دسامبر ۲۰۰۶ گفته شد شارون مدفوعش را در جعبه‌های ابریشمی قرار داده و برای افرادی که خودش یا خانواده اش را مورد انتقاد قرار داده‌اند، فرستاده. وقتی یک روزنامه‌نگار جک و کلی، نوجوان‌های شارون، را نقد کرد، شارون جعبه‌ای مدفوع با این نوشته برایش فرستاد:" شنیدم دچار اختلال خوردن شده‌ای. این را بخور!"
شارون بیان کرده بزرگترین اشتباه زندگیش سقط جنین بوده‌است. به بیان خودش، فشار دیگران و بخصوص مادرش، باعث شد در ۱۷ سالگی این کار را انجام دهد.

### والدین
پدر شارون، دان اردن، مؤسس راک اند رول بود و آزی آزبورن را از گروهش اخراج کرد. او بخاطر اینکه شارون با آزی قرار می‌گذاشت، از او رنجید. یک بار در حال دیدار والدینش، سگ مادرش به او حمله کرد و مدتی بعد مادرش با آن‌ها قطع رابطه کرد. شارون آن زمان باردار بود و فرزندش را از دست داد. کمی بعد شارون ازتباط با پدرش را قطع کرد و برای ۲۰ سال با او صحبت نکرد.
او زندگی سخت و پرمشکلی با پدرش داشته. حتی یکبار قصد کشتن شارون را داشته و به آزی آزبورن می‌گفته شارون قصد فریبش را دارد تا رابطه‌شان را بد کند. شارون فاش کرد دوران کودکی پر از خشونتی داشته و این که پدرش کسی را با سلاح تهدید کند برایش عادی بوده. در مصاحبه‌ای در سال ۲۰۰۱، شارون گفت که پدرش هیچ‌گاه فرزندانش را ندیده و «نخواهد دید.» او به فرزندانش گفته که پدربزرگشان مرده. در آگوست ۲۰۰۴، اعلام کرد پدرش بیماری آلزایمر گرفته و او در سال‌های آخر عمرش از او مراقبت خواهد کرد.
رابطه شارون با مادرش هم خراب بود. هوپ اردن زنی سرد بود که بعد از یک تصادف شدید با ماشین، بدتر هم شد. وقتی شارون از مرگ مادرش مطلع شد گفت: "اوه! چه شرم آور!" و به سادگی تلفن را قطع کرد.

### ازدواج
شارون در ۱۸ سالگی شوهر آینده اش را در حال کار با پدرش دید. وقتی در سال ۱۹۷۹، آزی از گروه اخراج شد، شارون شروع به قرار گذاشتن با او کرد. ۳ سال بعد در ۴ ژوئیه ۱۹۸۲ شارون و آزی در هاوایی ازدواج کردند.
برای سال‌ها این زوج دچار مصرف الکل و مواد مخدر و خشونت بودند. طوری‌که شارون بخاطر رانندگی در حین مستی دستگیر شد. آن‌ها مرتباً درگیری فیزیکی داشتند. شارون وقتی دندان جلویش به دست آزی ضربه خورد، خودش را «زنی کتک خورده» نامید. او یکبار یک شیشه پر از ویسکی را به سر آزی زد. بدترین ماجرا وقتی بود که در اوت ۱۹۸۹ آزی به جرم تلاش برای قتل بازداشت شد. او که از فستیوال صلح در مسکو برگشته بود تحت تأثیر الکل و مواد شروع به دعوا با شارون کرد. بعد از این اتفاق او ۳ ماه در توان بخشی سپری کرد. شارون می‌گوید در این مدت قدرتش را بدست آورد.

### سلامتی
در سال ۱۹۹۹ شارون بعد از جراحی حلقه‌گذاری قابل تنظیم معده ۱۰۰ پوند (۴۵ کیلوگرم) وزن از دست داد. او بیان می‌کند بزرگ بودن یکی از بخش‌های ضروری شخصیتش در حال کار با پدرش بود. در ۲۶ اکتبر ۲۰۰۶ او در شوی هووارد استرن ظاهر شد و فاش کرد در سال گذشته ۱۵ پوند وزن اضافه کرده و قصد دارد حلقه پلاستیکی را خارج کند.
در ژوئیه ۲۰۰۲ شارون برای سرطان جراحی انجام داد. چون این تنها راه درمان بود. اوگفت این سرطان روده بزرگ بوده و به غدد لنفاوی نشر کرده و از آنچه فکر می‌کرده جدی تر بوده. او در برابر احتمال ۳۳درصدی زنده ماندنش، جام سالم بدر برد. در این دوران او اصرار داشت MTV از بیماریش فیلمبرداری کند. وقتی موهای شارون در طول درمان ریخت، شِر برای او کلاه گیسی اختصاصی ساخت. آزی می‌گوید در طول درمان و بهبودی شارون، «از هم پاشید». هم چنین فاش شد پسرش، جک، بخاطر افسردگی برای وضعیت مادرش قصد خودکشی داشته.
در آگوست ۲۰۰۴، او در بیمارستان سدارس سینای، بخش سرطان روده بزرگ شارون آزبورن را تأسیس کرد. هم چنین توجهش را جلب طراحی نمونه‌های ویژه تی شرت یا لباس‌هایی برای «کمپین کوچک تی» برای سرطان سینه کرد تا سودش را برای تحقیق دربارهٔ سرطان سینه خرج کند.
او آزادانه بیان کرده که عمل‌های جراحی زیبایی زیادی داشته. در ۱۴ دسامبر ۲۰۰۶ در برنامه «دکتر فیل» گفت به هر چیزی که با جراحی بدن و ظاهرش را عوض کند فکر می‌کند. سپس بیان کرد عمل کشیدن پوست، جمع کردن شکم و بالا بردن سینه به همراه عمل‌های متعدد دیگر انجام داده‌است. اما هیچ جراحی روی چشم‌ها یا لبش انجام نداده‌است. او گفت تاکنون ۳۰۰ هزار پوند خرج اعمال جراحی زیبایی کرده‌است.

### رویدادهای خانوادگی
در سال ۲۰۰۴، خانه شارون در جوردنز مورد دزدی قرار گرفت و دزد یک سنگ به ارزش ۲میلیون پوند ربود. دیگر اشیای دزدیده شده شامل حلقه‌های ازدواج، حلقه نامزدی، گردن بندهای مروارید و الماس، حلقه ۵۲ قیراطی یاقوت کبود و دو جفت گوشواره الماس بود. بعد از این او در برنامه‌ای حاضر شد و برای برگرداندن جواهران باارزشش، ۱۰۰ هزار پوند پیشنهاد کرد.
در مارس ۲۰۰۵، در کاخ شارون در جوردنز اتفاقی افتاد. در حال خواب، یک مشعل به داخل کاخ پرتاب شد و آن‌ها مجبور به فرار شدند. آن‌ها جراحتی نداشتند اما استنشاق دود آن‌ها را ناراحت کرده بود. در سال ۲۰۰۶ هم مشعلی دیگر به درون کاخشان پرتاب شد اما هیچ‌کدام از اعضای خانواده خانه نبودند.